# جون بارت كلاسن
جون بارثيلو كلاسن (بالإنجليزية: J. Bart Classen)‏ هو طبيب مناعة أمريكي ومناهض للتطعيم. حصل كلاسن على درجة الدكتوراه من جامعة ميريلاند، بالتيمور في عام 1988، وحصل على درجة الماجستير من جامعة كولومبيا في عام 1992 وحصل على ترخيص مزاولة مهنة الطب في أكتوبر 1997. ويشتهر بنشر الأبحاث التي خلصت إلى أن اللقاحات، ولا سيما لقاح المستدمية النزلية النوع ب، يسبب داء السكري النوع الأول، وهي فرضية اقترحها استنادًا إلى التجارب التي أجراها على الفئران في عام 1996. تعتبر وجهات نظره متنازع عليها وغير مؤكدة.

## آرائه ضد التطعيمات
يقترح كلاسن أن اللقاحات تسبب مرض السكري عن طريق التسبب في إطلاق الإنترفيرون، مما يتسبب في حالة المناعة الذاتية التي تؤدي إلى مرض السكري النوع الأول بوساطة مناعية، ونقل ذلك عن العديد من المواقع المضادة لللقاح، مثل مركز معلومات اللقاح الوطني. وقد انتقد البعض أعماله، مثل ايمي والاس، الذي كتب أن الارتباط بين مرض اللقاح والسكري «يعتمد على العمل الخاطئ لطبيب واحد، الذي جمع بيانات عن عدد كبير من اللقاحات وفشل في اتباع المعايير التي لا يمكن لأي دراسة أخرى - بما في ذلك تلك التي تستخدم نفس البيانات - أن تحصل على نفس النتائج».
تشمل الدراسات التي بحثت الصلة المحتملة بين اللقاحات والسكري دراسة نشرها فرانك ديستيفانو، والتي«لم تجد مخاطر متزايدة من مرض السكري النوع الأول المرتبط بأي من لقاحات الطفولة الموصى بها بشكل روتيني».
لاحظ ديستيفانو وآخرون في دراسة أخرى لأكثر من 100,000 طفل الصلة المحتملة بين لقاح المستدمية النزلية النوع ب والسكري ووجدت عدم وجود ارتباط بين الاثنين. وبالمثل، فحص المركز الوطني الأسترالي للبحوث والتحصين دراسات كلاسن وكتب أن «الباحثين الآخرين الذين درسوا هذه المسألة لم يتحققوا من نتائج الدكتور كلاسن».
قال جيلبرت روس، عصو المجلس الأمريكي للعلوم والصحة، ردًا على ادعاءات كلاسن بوجود صلة بين اللقاحات والتوحد والأمراض المرتبطة بالمناعة:
«هذه التأكيدات لا أساس لها على الإطلاق في الواقع العلمي، وقد تم الكشف عن الارتباط بين اللقاحات والتوحد عدة مرات منذ أن اقترحها ويكفيلد أولا، والشيء المؤكد هو أنه لم يكن هناك أي صلة بين اللقاحات والتوحد. ونحن نحث الجمهور لوقف الاستماع إلى الأفكار التي تروج لها حركة مكافحة اللقاح والقيام بما هو أفضل للصحة العامة، وهو الحصول على تطعيم».

## براءات الاختراع
يحمل كلاسن عددًا من براءات الاختراع، وتحديدًا فيما يتعلق ب«قراءة المؤلفات العلمية المنشورة واستخدامها لإنشاء جداول التطعيم التي تقلل من اضطرابات المناعة»، وقاضى أربع شركات متخصصة في التكنولوجيا الحيوية على ما يزعم انتهاك لها. في حين وجدت المحكمة المحلية أن فكرة كلاسن كانت مجردة جدًا بحيث يتم تسجيلها على براءة اختراع، استأنف كلاسن القضية ووجدت محكمة الاستئناف خلاف ذلك.